# ФК АЕК Атина
ФК АЕК Атина (грч. Αθλητική Ένωσις Κωνσταντινουπόλεως) је грчки фудбалски клуб који је настао у Атини. У преводу са грчког језика, назив клуба у ствари означава „Атлетски савез Константинопоља”. Овакав назив клубу су дале избеглице које су избегле из Мале Азије за време Грчко-турског рата 1919−1922.

## Успеси
Домаћи
- Првенство Грчке:
  - Првак (13) : 1939, 1940, 1963, 1967/68, 1970/71, 1977/78, 1978/79, 1989, 1991/92, 1992/93, 1993/94, 2017/18, 2022/23.

- Куп Грчке:
  - Освајач (16) : 1931/32, 1938/39, 1948/49, 1949/50, 1955/56, 1963/64, 1965/66, 1977/78, 1982/83, 1995/96, 1996/97, 1999/00, 2001/02, 2010/11, 2015/16, 2022/23.

- Лига куп Грчке:
  - Освајач (1) : 1990.

- Суперкуп Грчке:
  - Освајач (3) : 1971, 1989, 1996.

Међународни
- Балкански куп:
  - Финалиста (1) : 1966/67.

- УЕФА куп:
  - Полуфинале (1) : 1976/77.